# Николаев, Валерий Валерьевич
Вале́рий Вале́рьевич Никола́ев (род. 23 августа 1965, Москва, РСФСР, СССР) — советский и российский актёр театра и кино, кинорежиссёр, сценарист, хореограф-постановщик (балетмейстер), телеведущий.

## Биография

### Ранние годы
Валерий Николаев родился 23 августа 1965 года в Москве в семье художницы и преподавателя Лесотехнического института. В детстве занимался спортивной гимнастикой, получил звание кандидата в мастера спорта, но после травмы руки оставил занятия.
После окончания средней общеобразовательной школы в 1982 году поступил на экономический факультет Московского лесотехнического института, где преподавал его отец, проучился там один год и бросил.
В 1990 году окончил актёрский факультет Школы-студии (института) имени Вл. И. Немировича-Данченко при Московском Художественном театре имени А. П. Чехова по специальности «Актёр драматического театра и кино» (руководитель курса — Олег Павлович Табаков), сразу после чего был принят в труппу МХТ имени А. П. Чехова. Во время обучения проходил стажировку во Флоридском университете в городе Гейнсвилл, где получил диплом по классу танца (степ). Через год опять поехал в США, где в Сарасотском государственном университете также учился танцу.
Учился в таких актёрских школах, как «Джульярд» («Julliard School») (Нью-Йорк, США), «Barbican Center» (Лондон, Великобритания), «McCarter Theatre» (Принстон, Нью-Джерси, США).

### Карьера
Обретённые в США знакомства и связи в творческих кругах помогли Валерию впоследствии сняться в таких голливудских блокбастерах, как «Поворот» (1997) Оливера Стоуна, «Святой» (1997) Филлипа Нойса, «Терминал» (2004) Стивена Спилберга.
Широкая известность пришла к актёру после исполнения главной роли в первой части российско-украинского телесериала «День рождения Буржуя», 15 серий которого были сняты в 1999 году. Спустя 2 года продюсеры и режиссёры кинокомпании «НТВ-Профит» и «1+1» выпустят вторую половину телесериала — также в 15 сериях.
Как балетмейстер Николаев поставил пять спектаклей в МХТ имени А. П. Чехова, а также балетную часть московского мюзикла «Моя прекрасная леди» (2000).
В 2005—2006 годах был ведущим программы «Запредельные истории» на ТНТ, а с 21 ноября 2009 года — на ДТВ. В 2010 году вёл криминальную программу «Московское дело» на Первом канале.

### Личная жизнь
Первая жена — Наталья Пирогова (род. 19 марта 1965), российская театральная актриса, выпускница 1987 года актёрского факультета Школы-студии МХАТ (1983—1987), Заслуженная артистка Российской Федерации. Брак продлился с 1984 по 1988 годы.
Вторая жена — Ирина Апексимова (род. 13 января 1966), российская актриса, однокурсница Валерия Николаева по актёрскому факультету Школы-студии МХАТ (1986—1990), режиссёр, театральный деятель. Брак продлился с 1988 по 2000 годы. Дочь — Дарья Валерьевна Авратинская (род. 14 марта 1994, США), актриса. Носит девичью фамилию своей прабабушки по материнской линии. В 2015 году окончила Школу-студию МХАТ (курс Дмитрия Брусникина).
Третья жена — Любовь Тихомирова (род. 7 сентября 1978), российская актриса театра и кино. Брак просуществовал всего один год.
Четвёртая жена — Эльмира Земскова (род. 1984), воздушная гимнастка, представительница цирковой династии, артистка Московского цирка Никулина на Цветном бульваре. Пара сыграла свадьбу 8 сентября 2014 года в городе Суздале. В 2021 году у пары родился сын.

### Проблемы с законом
Вечером 25 февраля 2016 года Валерий Николаев, находясь за рулём своего автомобиля «Subaru Forester», протаранил несколько машин в центре Москвы, в том числе и автомобиль ГИБДД. При попытке скрыться он совершил наезд на сотрудника дорожно-постовой службы, но был задержан возле дома № 8 по улице Большая Ордынка. По словам представителя пресс-службы московской полиции, в момент задержания от Николаева пахло алкоголем, также у него отсутствовали водительское удостоверение и страховой полис, а его автомобиль находился в розыске как скрывшийся с места ДТП. Актёр подозревался ещё и в том, что накануне сбил женщину на Чистопрудном бульваре и скрылся с места происшествия. 27 февраля Николаев был арестован на десять суток по обвинению по части 1 статьи 19.3 КоАП РФ («Неповиновение законному распоряжению сотрудника полиции…»). Свою вину в правонарушении актёр не признал и самовольно покинул зал суда до вынесения решения о признании его виновным. Вечером этого же дня, по сообщению ГУ МВД по городу Москве, местонахождение правонарушителя было установлено, он был задержан и доставлен в спецприёмник в Мнёвниках для отбывания административного наказания. В отношении полицейских, упустивших Валерия Николаева из зала суда, была назначена служебная проверка.
23 марта 2016 года, после выхода из следственного изолятора, актёр принял участие в общественном ток-шоу «Прямой эфир» с Борисом Корчевниковым на телеканале «Россия-1», где попытался объяснить, что с ним произошло накануне ареста. Ему грозило до десяти лет тюремного заключения. Свою версию событий изложили также сотрудники полиции, участвовавшие в задержании Николаева.
24 марта 2016 года кроссовер «Subaru Forester» под управлением Николаева был остановлен инспекторами ДПС во 2-м Крестовском переулке в Москве за выезд на встречную полосу движения. В отношении актёра был составлен административный протокол. Рассмотрение правонарушения было назначено на 29 марта 2016 года, но на разбирательство в ГИБДД актёр не явился. 4 апреля Николаев был признан виновным в нарушении части 4 статьи 12.15 КоАП РФ, ему было назначено наказание в виде лишения права управления транспортным средством сроком на шесть месяцев. По заявлению судьи, за последнее время Николаев совершил более двадцати нарушений правил дорожного движения. 5 апреля по причине уклонения от явки в следственные органы Николаев был принудительно доставлен на допрос в Следственный комитет РФ по городу Москве. В отношении Николаева было возбуждено уголовное дело по факту совершения наезда на полицейского 25 февраля 2016 года. После допроса в СК РФ и возбуждения уголовного дела в отношении Николаева была избрана мера пресечения в виде подписки о невыезде и надлежащем поведении. Адвокат подозреваемого Янис Юкша заявил о том, что Николаев не совершал никакого наезда и уголовное преследование в отношении него не ведётся.
6 мая 2016 года Николаев был повторно лишён права управления транспортным средством сроком на шесть месяцев за выезд на встречную полосу.
10 мая 2016 года актёр был остановлен сотрудниками ГИБДД на Кремлёвской набережной при управлении автомобилем «Subaru Forester», уже будучи лишённым водительских прав. 19 мая ему было назначено наказание в виде пятнадцати суток административного ареста. 3 июня актёр вышел на свободу, отбыв пятнадцать суток ареста во 2-м специальном приёмнике для содержания лиц, подвергнутых административному аресту, ГУ МВД РФ по городу Москве.
15 июня 2016 года артист опубликовал в Сети видеообращение к поклонникам, в котором заявил, что в течение длительного времени находился в состоянии глубокого стресса, страдал бессонницей, нервным напряжением, совершал недостойные поступки. Николаев раскаивался и просил прощения.
11 февраля 2022 года Николаев был помещён в спецприёмник за управление автомобилем без водительского удостоверения в состоянии алкогольного опьянения. 14 февраля был переведён в психиатрическую больницу с диагнозом биполярное расстройство. Друзья актёра начали сбор средств для его семьи, оказавшейся в трудной ситуации. 27 марта того же года актёр был выписан из больницы.

## Работы

### Театр
Хореографо-постановочные работы
МХАТ им. А. П. Чехова
- «Танцы под дождём»
- «Ундина»
- «Нежданное счастье»

Актёрские работы
Независимый объединённый проект «Театральный марафон» (Москва)
- 2009 — «Дорогая Памела», антрепризный комедийный спектакль по одноимённой пьесе Джона Патрика (режиссёр — Александр Гордиенко) — аферист[34][35]

Театр «Миллениум» (Москва)
- 2016 — «Обмани меня, крошка!», комедийный спектакль по пьесе Ирины Ильинской (режиссёр — Алексей Шешуков; премьера — 29 декабря 2016 года) — Армандо Бонмарито, владелец магазина модной одежды в Неаполе[36][37]

Антрепризы
- 2015 — «Ночь её откровений», антрепризный мелодраматический спектакль по пьесе «Крутые виражи» Эрика Ассу (режиссёр — Пётр Белышков) — Пьер, бизнесмен[38][39]
- 2017 — «Шестикрылая Серафима» (другое название спектакля — «Великолепная шестёрка»), антрепризный спектакль по одноимённой пьесе Елены Исаевой (режиссёр — Алла Решетникова) — один из любовников успешной леди Серафимы Михайловны[40][41][42]

### Фильмография
Актёрские работы
- 1977 — Судьба — Сашок[43]
- 1987 — Кресло / Kreslo — посетитель бара (в титрах не указан)
- 1991 — Ниагара — Пётр Красновицкий
- 1991 — Нога — эпизод[43]
- 1992 — Любовь по заказу — Алекс
- 1992 — Очень верная жена — Женя Монахов, муж Тани
- 1992 — Мелочи жизни — Гоша (Георгий Валентинович), бизнесмен, муж Кати, двоюродный брат Маши
- 1993 — Настя — Саша Пичугин
- 1993 — Любовь по заказу — Алекс
- 1994 — Жизнь и необычайные приключения солдата Ивана Чонкина — Балашов, командир отделения
- 1995 — Мужской талисман — цыган
- 1995 — Одинокий игрок — Митя Сухожилов, математик, младший научный сотрудник московского НИИ, азартный игрок
- 1995 — Трамвай в Москве (короткометражный) — трамвайный контролёр
- 1995 — Ширли-мырли — скрипач оркестра, исполнитель степа
- 1996 — Шрам. Покушение на Пиночета (Чили, Россия) — Альберто, чилийский эмигрант
- 1997 — Поворот / U Turn (Франция, США) — Аркадий, русский мафиози
- 1997 — Святой / The Saint (США) — Илья Третьяк, глава российской мафии
- 1997 — Найтмэн (серия «Леди в красном») / Night Man (Lady in Red; США, Канада) — Степов[43]
- 1998 — Коварный враг / Aberration (Новая Зеландия) — Юрий Романов
- 1999 — 2001 — День рождения Буржуя — Владимир Коваленко по прозвищу «Буржуй», бизнесмен
- 2002 — Русские в городе ангелов (Россия, США) — Юрьев
- 2002 — Кино про кино — Виталий, «режиссёр»
- 2003 — Дорога в облака / Tor zum Himmel (Германия; другое название — «Ворота в рай») — Алексей
- 2003 — Даже не думай — Фельдман, агент «Моссада»
- 2003 — Next-3 — Николай Шахов («Шах»)
- 2003 — Родина ждёт — Виктор Быстролётов, сотрудник Службы внешней разведки России (спецагент «Путник»)[44][45]
- 2004 — Терминал / The Terminal (США) — Милодрагович
- 2004 — Бальзаковский возраст, или Все мужики сво… (фильм «Самый лучший праздник») — Илья Рогов
- 2004 — Дорогая Маша Березина — Антон Польских, генеральный директор компании мобильной связи
- 2005 — Зеркальные войны. Отражение первое — Борис Корин, лётчик-испытатель
- 2005 — В ритме танго — Валерий Сосновский
- 2006 — Улицы разбитых фонарей. Менты-7 (серия № 22 «По ту сторону рекламы») — Василий Игоревич Бабичев, жених
- 2006 — Невыполнимое задание — Виктор Быстролётов, сотрудник Службы внешней разведки России (спецагент «Путник»)[45][46]
- 2006 — Ведьма — Айван Бергхоф, журналист
- 2007 — Медвежья охота — Олег Фёдорович Гринёв по прозвищу «Медведь», брокер
- 2008 — На крыше мира — Олег
- 2008 — Ответь мне — Александр Владимирович Грошев
- 2008 — Фотограф — Кирилл Баженов, известный фотограф
- 2008 — Эгоист — Егор Дмитриевич Михайлов, бизнесмен
- 2009 — Синие как море глаза — Никита
- 2009 — Артефакт — Эрик Шор
- 2009 — Умница, красавица — Алексей Князев, пластический хирург
- 2010 — Белый песок — Александр Ветров
- 2010 — Индус — Николай, депутат, партнёр Лазарева по бизнесу
- 2010 — Тридцать седьмой роман — адвокат
- 2010 — Поединки (фильм № 4 «Правдивая история. Тегеран-43») — Попов, начальник спецгруппы НКВД
- 2011 — На крючке! — Александр Кузнецов, инструктор по дайвингу
- 2011 — Поединки (фильм № 5 «Вербовщик») — Дмитрий Быстролётов, советский разведчик, вербовщик, сын графа Александра Толстого
- 2011 — Ключ Саламандры — Саня «Кот», снайпер
- 2012 — Обучаю игре на гитаре — Олег Марков, хирург
- 2012 — Одинокий волк — Константин Сергеевич Станиславский («Стан»), следователь прокуратуры
- 2012 — 1812. Уланская баллада — Жак де Витт, граф, генерал от кавалерии
- 2013 — Двойная жизнь — Роман, брат Марка
- 2013 — Идеальное убийство — Сергей Арзамасов, известный адвокат
- 2015 — Культ — профессиональный военный по прозвищу «Оскар»
- 2015 — Муж по вызову — Андрей, мастер
- 2017 — Возмездие — Павел Фёдорович Хромов, бизнесмен, владелец ресторана
- 2019 — Тайна Марии / Таємниця Марії (Украина) — Алексей Пронин
- 2020 — Расколотые сны (Украина) — Сергей Леонидович
- 2021 — Клятва врача / Клятва лікаря (Украина) — Буров

Режиссёрские работы
- 2007 — Медвежья охота
- 2011 — Поединки (фильм № 5 «Вербовщик»)

Сценарные работы
- 2011 — Поединки (фильм № 5 «Вербовщик»)

Участие в документальных фильмах
1. 2009 — Александр Пороховщиков. Чужой среди своих
2. 2011 — Необыкновенный фашизм — ведущий

Участие в клипах
В 1992 снялся в клипе Алёны Апиной «Лёха».

## Признание и награды
- 2001 — Специальный приз «Приз зрительских симпатий» на фестивале «Бригантина».
- 2008 — приз первого Всероссийского кинофестиваля актёров-режиссёров «Золотой Феникс» в Смоленске в номинации «Дебют» — за режиссёрскую работу над художественным фильмом «Медвежья охота»[47].